# Платоновский сельсовет
Платоновский сельсовет — муниципальное образование со статусом сельского поселения в Рассказовском районе Тамбовской области.
Административный центр — село Платоновка.

## История
В соответствии с Законом Тамбовской области от 17 сентября 2004 года № 232-З установлены границы муниципального образования и статус сельсовета как сельского поселения.

## Население
| 2010  | 2012  | 2013  | 2014  | 2015  | 2016  | 2017  |
| ----- | ----- | ----- | ----- | ----- | ----- | ----- |
| 4015  | ↘3887 | ↘3820 | ↘3768 | ↘3738 | ↘3677 | ↘3596 |
| 2018  | 2019  | 2020  | 2021  |       |       |       |
| ↘3519 | ↘3481 | ↘3456 | ↗4582 |       |       |       |

## Состав сельского поселения
| № | Населённый пункт    | Тип населённого пункта          | Население |
| - | ------------------- | ------------------------------- | --------- |
| 1 | Ванские Выселки     | посёлок                         | 0         |
| 2 | Заболотские Выселки | посёлок                         | 17        |
| 3 | Маяк                | посёлок                         | 403       |
| 4 | Платоновка          | село, административный центр    | ↗3947     |
| 5 | Рассказово          | посёлок железнодорожной станции | 120       |